# Stig Anderson
Stig "Stikkan" Erik Leopold Anderson (ur. 25 stycznia 1931, zm. 12 września 1997) – szwedzki autor tekstów piosenek, kompozytor, menedżer i producent muzyczny. Założyciel wytwórni płytowej Polar Music i współtwórca sukcesów zespołu muzycznego ABBA.

## Życiorys
Urodził się w niewielkiej miejscowości Hova, był wychowywany samotnie przez matkę, Ester. Kiedy był nastolatkiem, występował w lokalnych barach, w których śpiewał i grał na gitarze. W 1951 nagrał piosenkę „Tivedshambo”, którą napisał w wieku 16 lat po tym, jak rzuciła go dziewczyna
Przełom w jego karierze nastąpił w 1958, kiedy to napisany przez niego utwór „Vi hanger me” w wykonaniu piłkarza Nacki Skoglunda osiągnął sukces komercyjny i dotarł do szóstego miejsca na szwedzkiej liście przebojów, na której utrzymał się przez 20 tygodni. Rok później zdobył złotą płytę za piosenkę „Är du kär i mej ännu Klas-Göran?”, którą napisał dla Lill-Babs. Na początku lat 60. założył firmę Sweden Music, w której zajmował się tłumaczeniem obcojęzycznych piosenek na szwedzki; opracował szwedzkojęzyczne teksty do utworów, takich jak „Green, Green Grass of Home”, „You Don’t Have to Say You Love Me, Honey” czy „The Most Beautiful Girl”. W 1963 wraz z producentem muzycznym Bengtem Bernhagiem powołał wytwórnię płytową Polar Music International AB, która zajmowała się promocją lokalnych artystów. Pierwszy kontrakt podpisał z zespołem The Hootenanny Singers, którego członkiem był Björn Ulvaeus. Po nawiązaniu współpracy z Bennym Anderssonem z grupy Hep Stars stworzył z nim i Ulveausem trio kompozytorskie, a jednym z efektów ich działań było wylansowanie przeboju „Ljuva sextital”.
W 1972 podpisał kontrakt z zespołem ABBA, dla którego współtworzył teksty kilku jego piosenek. Za jego namową zespół zgłosił się z utworem „Waterloo” do programu Melodifestivalen 1974, który wygrał, dzięki czemu reprezentował Szwecję w finale 19. Konkursu Piosenki Eurowizji. Po wygraniu w finale konkursu grupa rozpoczęła międzynarodową karierę.
W połowie lat 80. ujawniono, że w wyniku złego zarządzania i nietrafionych inwestycji (m.in. w firmy Badhus i Pol Oil, jak też m.in. w dzieła sztuki, unikatowe numizmaty, wyposażenie sportowe i polskie ziemniaki), dzięki którym chciał uniknąć odprowadzenia wysokich podatków, naraził ABB-ę na utratę znacznej części majątku oraz problemy prawne. Poza tym przez kilka lat współpracy z formacją pobierał stały procent od jej zarobków, nie informowawszy o tym muzyków, co doprowadziło do złożenia zbiorowego pozwu przeciwko niemu przez Benny’ego Anderssona, Björna Ulvaeusa i Agnethę Fältskog. Między stronami doszło jednak do ugody, a wypłacone przez Andersona odszkodowanie w wysokości 27 mln koron szwedzkich zostało przekazane na rzecz organizacji dobroczynnej Amnesty International. W 1989 sprzedał swoją wytwórnię PolyGramowi. Na przełomie lat 80. i 90. ufundował nagrodę muzyczną Polar Music Prize, na co przekazał Szwedzkiej Królewskiej Akademii Muzycznej 42 mln koron szwedzkich.

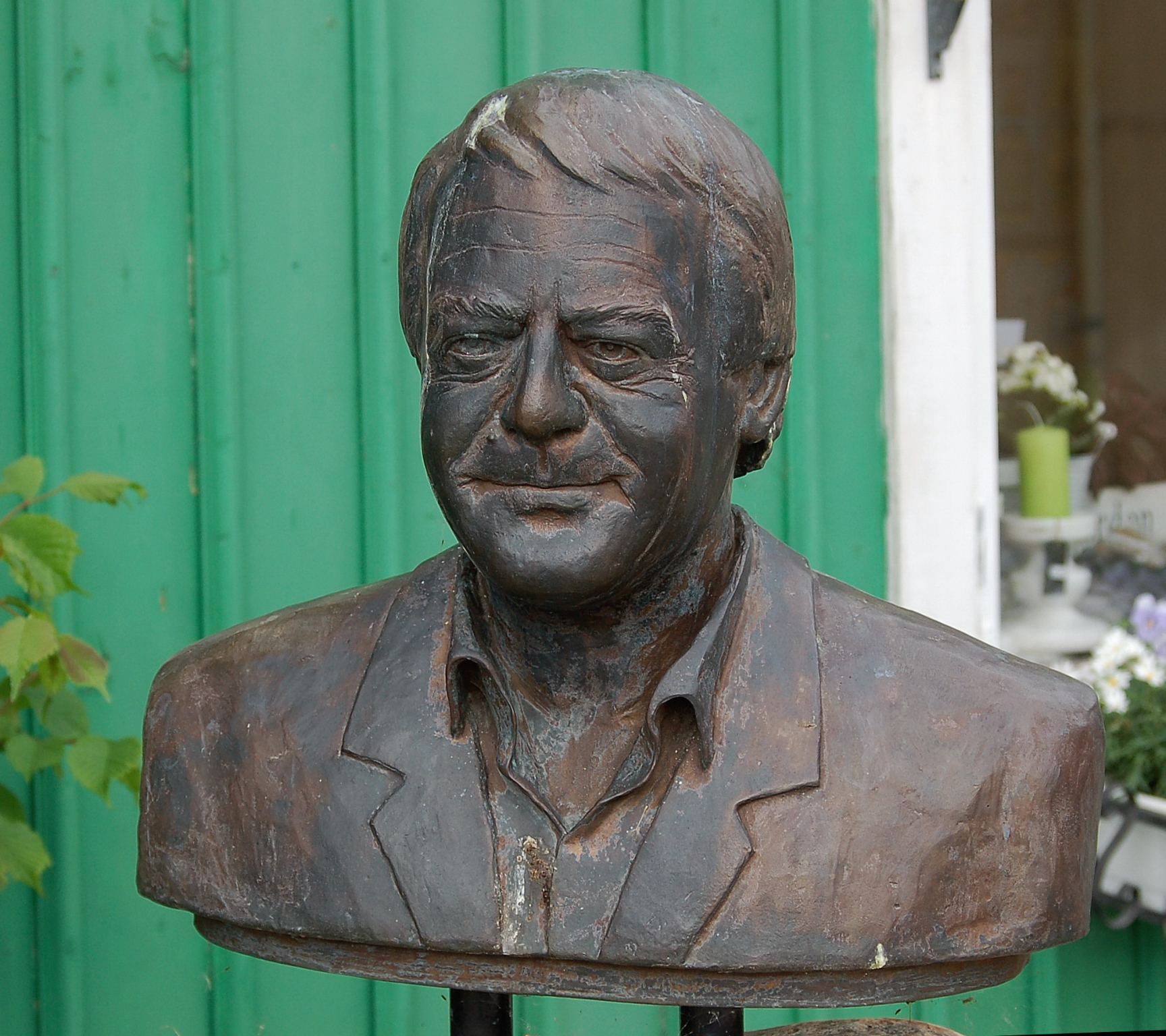
Popiersie Stiga Andersona w Hova.

Był żonaty z Gudrun Rystedt, mieli troje dzieci: synów Andersa i Lasse oraz córkę Marie.
Zmarł 12 września 1997 na zawał serca. Jego uroczystość pogrzebowa transmitowana była na żywo przez telewizję publiczną SVT.